# Дауман, Анс Эрнестович
Анс Эрнестович Дауман (латыш. Ansis Daumanis; 26 ноября 1885, Дрейлиньская волость, Лифляндская губерния — 1 августа 1920, Брестская область) — участник Гражданской и советско-польской войн, дважды кавалер ордена Красного Знамени (1920, 1921).

## Биография

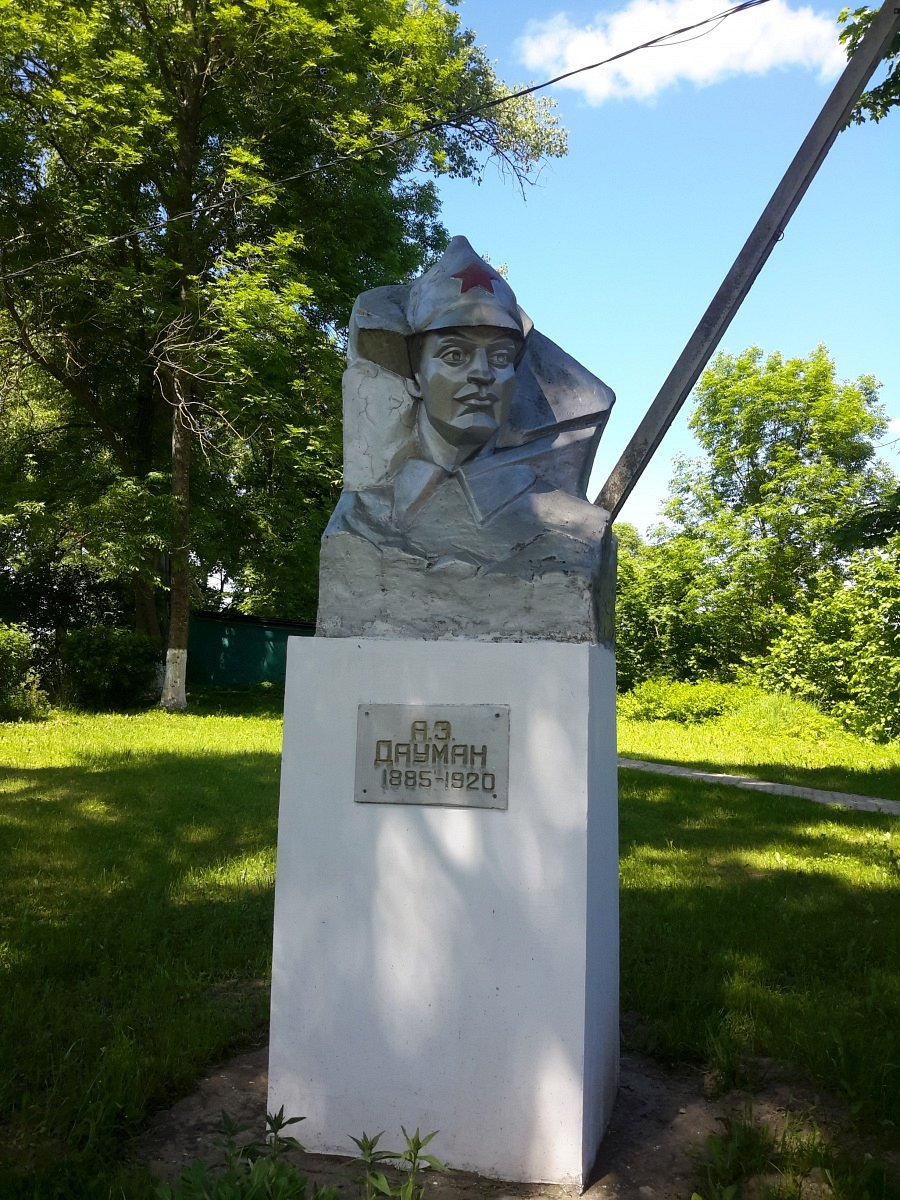
Памятник в посёлке Оболь, Беларусь

Анс Дауман родился 26 ноября 1885 года на территории Рижского уезда современной Латвии в крестьянской семье. Учился во Псковском землемерном училище. В 1904 году вступил в партию большевиков, получил партийную кличку «Пуйка». Участник Первой русской революции, в частности, в волнениях во Пскове и Риге. С 1911 года проживал в Виленской губернии, работал землемером. В 1914 году Дауман был призван на службу в царскую армию, дослужился до должности командира батальона.
Участник Февральской революции, был городским головой города Нарва (ныне — Эстония), затем председателем Нарвского городского Совета солдатских и рабочих депутатов, председателем Нарвского Военно-революционного комитета. Участник Октябрьской революции. После оккупации Эстонии немецкими войсками в феврале 1918 года Дауман создал партизанский отряд для подрывной работы во вражеском тылу. Позднее создал полк Красной Гвардии из нарвских рабочих, выросший затем в 6-ю дивизию, первоначально был её военным комиссаром.
С 1919 года Анс Дауман был членом, позднее председателем Революционного Военного Совета Армии Советской Латвии, командовал 2-й Латышской бригадой, руководил Двинской крепостью (ныне — Даугавпилс, Латвия). Избирался членом латвийского ЦИКа, делегатом VI съезда КП(б) Латвии и IX съезда РКП(б). Был направлен на учёбу в Военную академию Генерального штаба Рабоче-крестьянской Красной Армии.
Участвовал в советско-польской войне, будучи командиром 10-й стрелковой дивизии. Неоднократно отличался в боях за освобождение Полесья, лично водил части своей дивизии в атаки. 1 августа 1920 года Дауман был убит разрывом вражеского артиллерийского снаряда под Брест-Литовском (ныне — Брест, Белоруссия). Похоронен в Центральном детском парке имени Горького в Минске.
Приказом Революционного Военного Совета Республики № 388 9 августа 1920 году командир дивизии Анс Дауман был награждён первым орденом Красного Знамени РСФСР.
Приказом Революционного Военного Совета Республики № 353 31 декабря 1921 года командир дивизии Анс Дауман посмертно был награждён вторым орденом Красного Знамени РСФСР.

## Награды
Приказом Революционного Военного Совета Республики № 388 9 августа 1920 году командир дивизии Анс Дауман был награждён первым орденом Красного Знамени РСФСР.
Приказом Революционного Военного Совета Республики № 353 31 декабря 1921 года командир дивизии Анс Дауман посмертно был награждён вторым орденом Красного Знамени РСФСР.
Награды Российской империи:
Орден Святого Станислава II степени. прапорщик тылового эвакуационного пункта 133, апреля 19-го дня 1916 года Дауман Анс Орден Св. Станислава II-й степени. Документы о награждениях.
Орден Св. Анны III степени. прапорщик тылового эвакуационного пункта 133, декабря 31-го дня 1916 года.
Орден Святого Станислава III степени, прапорщик тылового эвакуационного пункта 133, марта 27-го дня 1916 года 2.

## Память
В 1969 году был установлен памятник в городском посёлке Оболь Витебской области Беларуси. В честь Даумана названа улица в Минске и в Нарве.
Поднимался вопрос о переименовании улицы в Нарве, так как эстонские власти считают, что Дауман воевал против Эстонской республики и распорядился казнить десятки людей.